# Lancia Jolly
Le Lancia Jolly est un véhicule utilitaire fabriqué par le constructeur italien Lancia entre 1959 et 1963.

## Histoire
Comme dans tous les pays européens, après la parenthèse de la Seconde Guerre mondiale, la production automobile reprend lentement avec les anciens modèles d'avant-guerre en attendant les nouveaux projets. Lancia fait de même avec l'Ardea et ses dérivés utilitaires mais prépare déjà l'avenir avec la gamme Appia qui allait la remplacer en 1953. 
L'évolution rapide de l'économie et les besoins toujours croissants du volume des marchandises à transporter conduit les constructeurs à créer des véhicules utilitaires qui ne soient plus de simples dérivés d'automobiles mais de véritables véhicules avec des caractéristiques propres. En 1959, Lancia décide d'arrêter la fabrication des utilitaires dérivés de l'Appia et lance le Jolly.
Équipé du moteur de la Lancia Appia, un 4 cylindres en V étroit, caractéristique Lancia, de 1 089,51 cm3 dont la puissance a été ramenée à 36,5 ch à 4 500 tr/min, il conservait ses soupapes en tête.
Dès le début des études, le style imposé du nouveau véhicule devait être très cubique pour y loger un maximum de colis. En fait, il se serait inspiré de la version utilitaire de la Fiat Multipla réalisée par les carrossiers Fissore et Coriasco et surtout du Fiat 1100 T.
Le nouveau véhicule, baptisé Jolly, fut présenté au Salon International de l'Automobile de Turin d'avril 1959 et commercialisé aussitôt après. Ses concurrents directs étaient peu nombreux car il représentait une nouvelle dimension dans le transport léger, secteur jusqu'alors occupé par des dérivés d'automobiles. Sa capacité de transport de 1 000 kg ne lui procura pas d'avantage particulier au niveau des ventes.
La clientèle ne fut pas très enthousiaste et les ventes de la première année resteront faibles, à peine 146 véhicules. Le prix élevé n'a pas contribué à faire exploser les ventes. Le véhicule restera en fabrication sans aucune modification jusqu'en 1963 lorsqu'il sera remplacé par le SuperJolly. En 5 ans la production arriva à 3 011 exemplaires.
- Production

| Production du Lancia Jolly | Production du Lancia Jolly |
| -------------------------- | -------------------------- |
| Année                      | Unités produites           |
| 1959                       | 146                        |
| 1960                       | 921                        |
| 1961                       | 746                        |
| 1962                       | 620                        |
| 1963                       | 517                        |
| Total                      | 2.950(*)                   |

(*) À ce chiffre, il faut ajouter les 61 exemplaires de premier lancement de fabrication, destinés aux concessionnaires et qui ont tous été commercialisés en 1959 ce qui porte le total à 3.011 véhicules.

## Le SuperJolly
C'est en novembre 1963 que Lancia expose au Salon de l'Automobile de Turin le SuperJolly qui, contrairement à son nom, n'est pas une évolution du Jolly mais un tout nouveau modèle dont le nom de code est ZLA 315.
Le Jolly avait conservé la transmission traditionnelle sur l'essieu arrière tandis que le SuperJolly inaugure la traction avant qui allait régler bien des problèmes dans le domaine de l'équipement de ce type de véhicule et en faciliter le chargement.
La motorisation est assurée par le nouveau moteur de la Lancia Flavia, un 4 cylindres boxer de 1,5 litre de cylindrée dont la puissance a été ramenée à 58 ch à 5 000 tr/min. 
Ses dimensions sont aussi plus importantes que celles du Jolly, longueur maxi = 4,840 m, largeur 1,870 m. Avec un poids à vide de 1 700 kg, il a une charge utile de 1 150 kg. Sa vitesse maxi est de 114 km/h. Il est livrable avec 3 empattements différents.
Ce nouveau véhicule est disponible en plusieurs configurations :
- fourgon,
- camionnette,
- châssis cabine à aménager par un carrossier,
- ambulance.

À partir de 1965, comme pour la berline Flavia, la cylindrée passe à 1,8 litre avec 81 ch et une vitesse de 137 km/h, la charge utile augmente jusqu'à 1 600 kg.
La production de ce véhicule s'établit ainsi :
- janvier 1964 à novembre 1969 : 2 947 unités.

Aucun autre véhicule utilitaire de marque Lancia ne sera produit. À partir de 1969, Lancia est passé sous le contrôle de Fiat, Fiat Auto pour les voitures et Fiat V.I. pour les camions, autobus et matériel militaire. Les clients des Lancia Jolly et SuperJolly ont été orientés vers le Fiat 238.